# Limnothrissa
Limnothrissa – jeden z nielicznych rodzajów słodkowodnych ryb z rodziny śledziowatych (Clupeidae). Są endemitami jeziora Tanganika w Afryce Wschodniej.

## Klasyfikacja
Gatunki zaliczane do tego rodzaju:
- Limnothrissa miodon
- Limnothrissa stappersii

Część systematyków traktuje obydwa gatunki jako L. miodon.